# Thế kỷ Hoa Kỳ
Thuật ngữ Thế kỷ Hoa Kỳ đề cập đến kỷ nguyên, chủ yếu là thế kỷ 20, trong đó Hoa Kỳ có, hoặc vẫn chiếm, một vị trí ưu việt toàn cầu về mặt chính trị, kinh tế và văn hóa. Trong số các điểm ưu tú bao gồm sức mạnh quân sự, sức mạnh tài chính rất cao, sự thống trị trong phát triển phần mềm và ảnh hưởng toàn cầu của văn hoá thanh thiếu niên Mỹ và phim Hollywood.
Có những ý tưởng khác nhau về thời gian của Thế kỷ Hoa Kỳ. Ví dụ, nhà báo Bernd Ulrich tin rằng kỷ nguyên bắt đầu khi Mỹ gia nhập Chiến tranh Thế giới thứ nhất vào ngày 6 tháng 4 năm 1917 và kết thúc vào ngày 9 tháng 11 năm 2016 với cuộc bầu cử Donald Trump làm Tổng thống Hoa Kỳ. Theo ấn bản của tạp chí Geo Thế kỷ Hoa Kỳ thuộc loạt báo Geo Epoch Panorama, thế kỷ của Mỹ được xem bắt đầu từ thời kỳ 1898, khi Hoa Kỳ kiểm soát Cuba, Puerto Rico, Philippines, Guam và Hawaii cho tới các cuộc tấn công khủng bố vào ngày 11 tháng 9 năm 2001.
Thuật ngữ "The American Century" được đặt ra vào năm 1941 bởi nhà xuất bản Henry Luce của Mỹ, người đã sử dụng nó làm tựa đề cho một bài báo của tạp chí Life. Trong đó, Luce kêu gọi người Mỹ, hãy can đảm chống lại các quốc gia phát xít và tăng cường quyết định nền chính trị quốc tế. Nhà sử học người Anh Paul Kennedy nhấn mạnh cụm từ The American Century trong tạp chí Spiegel vào năm 1998 là "một trong những thuật ngữ được biết đến nhiều nhất trong lịch sử đương đại".